# Ходорович Тетяна Сергіївна
Тетяна Сергіївна Ходорович (23 серпня 1921 — 12 червня 2015) — мовознавиця-діалектолог, учасниця правозахисного руху в СРСР, член Ініціативної групи по захисту прав людини в СРСР, авторка «самвидаву», учасниця самвидавського журналу «Хроника текущих событий», розпорядник Російського громадського Фонду допомоги переслідуваним та їхнім сім'ям. Внучата племінниця художника Михайла Врубеля й онука адмірала Олександра Немітця.

## Життєпис
Отримала філологічну освіту, 18 років працювала в Інституті російської мови . Писала правозахисні статті, що розповсюджувалися у самвидаві, брала участь в роботі Ініціативної групи із захисту прав людини в СРСР . У 1971 р. була звільнена з роботи за правозахисну діяльність .
За свідченням сучасника, Л. Тернівського, будучи християнкою, «допомогу переслідуваним Тетяна Сергіївна відчува[ла] своїм моральним обов'язком». Допомога Ходорович поширювалася на представників найрізноманітніших поглядів: «і правозахисника А. Твердохлебова, і марксиста Л. Плюща, і почвенника і російського „державника“ В. Осипова . <…> … Російських, євреїв, українців, татар. Віруючих та атеїстів. І навіть засуджених у кримінальних справах» .

Боролася за звільнення з психіатричної лікарні Л. Плюща, в 1973 р. підписала відкритий лист на його захист . У відповідь отримала погрози новими арештами, в тому числі і непричетних друзів, в разі поширення нових «неугодних» листів .В январе 1974 года Т. Великанова, С. Ковальов й Т. Ходорович написали відкритого листа:
«Ми поставлені перед нестерпно важким вибором, — вимагання розраховане точно й жорстоко (…) не можна засудити нікого, хто пішов би на цю угоду, — такий крок диктується жалістю та любов'ю. Але пожертвувати своїм духом — це самогубство, чужим — вбивство. Духовне … А тим, хто ставить нас у таке становище, ми можемо сказати тільки одне: ні.
Ваші справи, ваша совість, ваш гріх — ваша відповідь.

Хочете використовувати заручництво? Ми вам не помічники».
Слідом, у додатку до Хроніці, Великанова, Ковальов і Ходорович поширили дуже коротку заяву:
Не вважаючи, всупереч неодноразовим твердженнями органів КДБ та судових інстанцій СРСР, «Хронику текущих событий» нелегальним або наклепницьким виданням, ми вважали своїм обов'язком сприяти якомога ширшому її поширенню. Ми переконані в необхідності того, щоб правдива інформація про порушення основних прав людини в Радянському Союзі була доступна всім, хто нею цікавиться. (Т. Великанова, С. Ковальов, Т. Ходорович)
У березні 1975 р. Ходорович тримала 9-денну голодовку на знак солідарності з засланим А. Марченко .Після арешту О. Гінзбурга, у лютому 1977 р, Ходорович замінює його на посаді розпорядника Громадського фонду допомоги політв'язням (разом з М. Ланда та К. Любарським). Ходорович тричі викликали на допити, проводили у неї обшуки.

Ухвалення «брежнєвської» конституції було для неї останньою краплею:
Я не можу і не хочу дотримуватися Конституції, яка декретує ідеологію, тобто зазіхає на свободу Духа.
6 листопада 1977 р. Ходорович з молодшими доньками та сином виїхала з СРСР до Франції . Працювала в Бібліотеці сучасної документації (фр. Bibliothèque de documentation internationale BDIC) у Нантері . Брала участь в житті Російського студентського християнського руху, виступала на його зборах з доповідями. У 1979 р. брала участь у православному російському семінарі з проблем духовного відродження в Греноблі . У тому ж році в Брюсселі нагороджена міжнародною премією Dominique Pire (за взаєморозуміння, солідарність та взаємоповагу).
Померла на 94-му році життя у Франції .